# Albert Marth
Pour les articles homonymes, voir Marth.
Albert Marth (5 mai 1828 à Colberg province de Poméranie-5 août 1897 à Heidelberg) est un astronome prussien qui travaille principalement en Angleterre et en Irlande.

## Biographie
Albert Marth étudie d'abord la théologie à l'université de Berlin. Son intérêt grandissant pour l'astronomie et les mathématiques le conduise à étudier avec Christian August Friedrich Peters à Kaliningrad (Königsberg à cette époque).
En 1853, un riche marchand en vin George Bishop, mécène de l'astronomie, l'engage comme assistant de John Russell Hind, en 1854 il devient directeur de l'observatoire. Le 1er mars 1854 il découvre l'astéroïde (29) Amphitrite.
De 1855 à 1862, il succède à George Rümker comme assistant de Tempel Chevallier à l'observatoire de Durham. À partir de 1863 il travaille pour William Lassell à Malte, il découvre près de 600 nébuleuses de 1863 à 1865.
Marth a alors plusieurs emplois courts et jusqu'en 1883 il réside principalement à Londres. Il participe à l'observation du transit de Vénus de 1882 au cap de Bonne-Espérance.
En 1883, il est engagé par le colonel Edward Henry Cooper à l'observatoire privé de Markree à Sligo en Irlande.
Il passe ses dernières années en grand-duché de Bade à Heidelberg où il meurt d'un cancer.
Deux cratères, sur Mars et sur la Lune, portent son nom.